# Сопутствующие испытания сейсмостойкости
Сопутствующие испытания сейсмостойкости — испытания, проводимые в натуре, на сейсмоплатформе, либо с помощью численного моделирования, в случаях, когда необходимо сравнить поведение различных конструкций сооружения при одной и той же сейсмической нагрузке.

## Галерея
- Стоп-кадр анимации сопутствующего испытания на виртуальных моделях.
- Последние секунды сопутствующего испытания сейсмостойкости[2].
- Сопутствующие испытания сейсмостойкости на сейсмоплатформе.[3]